# Memristor

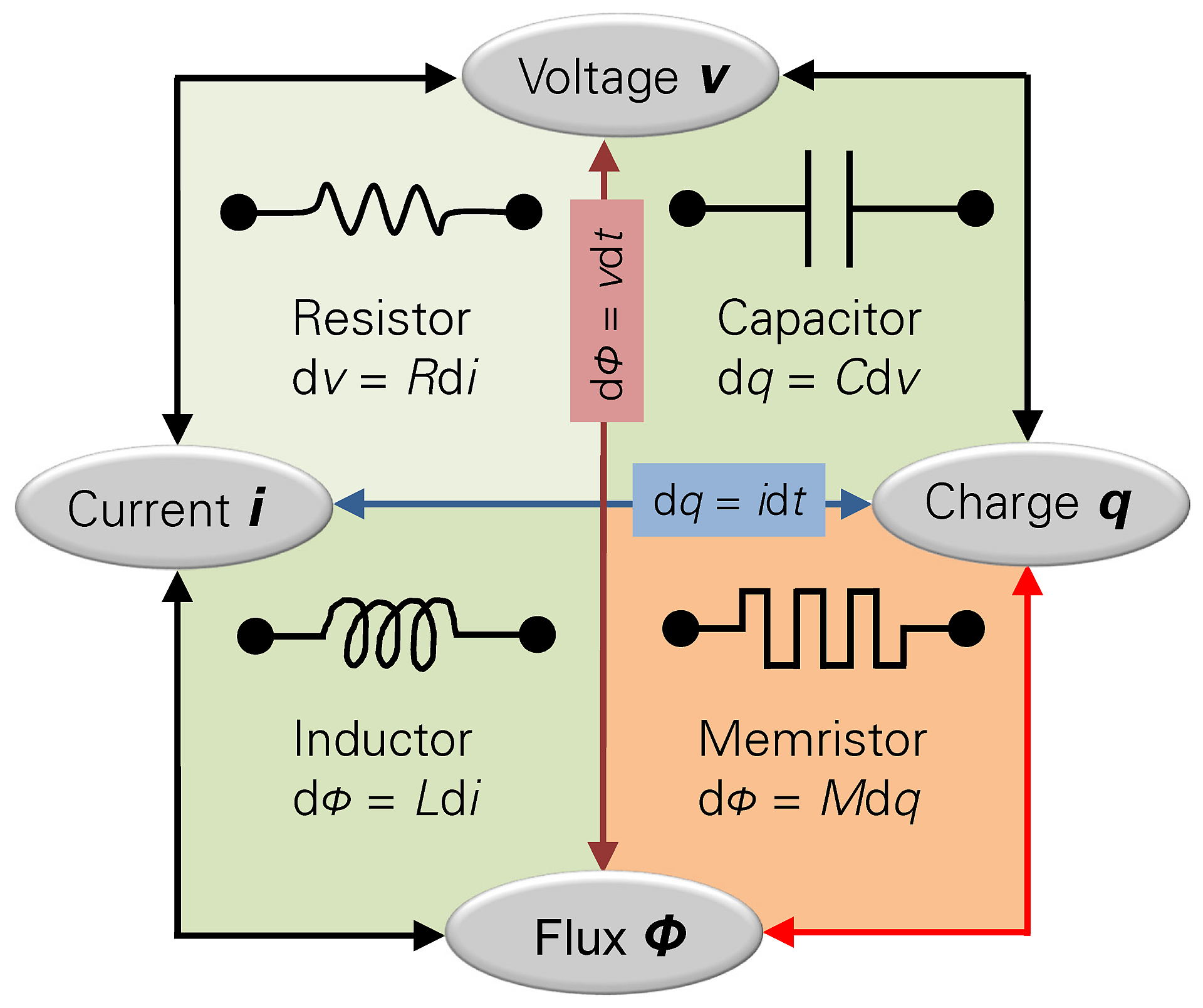
Le memristor et sa relation aux quatre variables électriques élémentaires.

En électronique, le memristor (ou memristance) est un composant électronique passif. Il a été décrit comme le quatrième composant passif élémentaire, aux côtés du condensateur, de la résistance et de la bobine,. Le nom est un mot-valise formé à partir des deux mots anglais memory et resistor.
Un memristor stocke efficacement l’information car la valeur de sa résistance électrique change de façon permanente lorsqu’un courant est appliqué. Là où une résistance classique apporte une valeur stable de résistance, un memristor peut avoir une valeur élevée de résistance interprétable dans un ordinateur comme un « 1 » en termes logiques, et une faible valeur qui peut être interprétée comme un « 0 ». Ainsi, une donnée peut être enregistrée et réécrite par un courant de contrôle. Dans un certain sens, un memristor est une résistance variable qui, par la valeur de sa résistance, reflète sa propre histoire.
Le memristor a été prédit et décrit en 1971 par Leon Chua de UC Berkeley, dans un écrit d'IEEE Transactions on Circuit Theory.  
Depuis 1971, le memristor était un composant hypothétique, aucun exemple physique n’étant connu. En avril 2008 soit 37 ans plus tard, une implémentation physique du memristor a été relatée dans le journal Nature par une équipe de chercheurs des laboratoires HP conduite par R. Stanley Williams,,,.

## Physique
Le memristor est un élément dans lequel le flux {\displaystyle \Phi } est une fonction de la charge électrique q qui a traversé le composant.  Soit, {\displaystyle \Phi =\Phi (q)}. Le taux de changement de flux avec la charge
{\displaystyle M(q)={\frac {d\Phi }{dq}}}
est connu en tant que memristance. Ceci est comparable aux autres trois éléments fondamentaux des circuits; résistance {\displaystyle (R(I)={\frac {dV}{dI}})}, condensateur {\displaystyle ({\frac {1}{C(q)}}={\frac {dV}{dq}})} et inductance {\displaystyle (L(I)={\frac {d\Phi }{dI}})}. Ici {\displaystyle q} est la charge électrique, {\displaystyle I} est le courant électrique, {\displaystyle V} est la différence de potentiel électrique et {\displaystyle \Phi } est le flux. {\displaystyle \Phi } n'est pas le flux magnétique mais obéit par définition à {\displaystyle V={\frac {d\Phi }{dt}}}
Comme par ailleurs {\displaystyle I={\frac {dq}{dt}}},
il en résulte que la tension V aux bornes du memristor est liée au courant I  par la valeur instantanée de la memristance:
{\displaystyle V(t)=M(q(t))I(t)\,}

Ainsi à chaque instant donné, un memristor se comporte comme une résistance ordinaire. Cependant, sa "résistance" M(q) dépend de l’histoire du courant.  Un memristor linéaire (celui pour lequel M est constant) n’est pas différentiable d’une résistance linéaire, avec M = R. 	
 (mai 2008).

## Types

### Pile électrique
Le memristor a été utilisé pour caractériser le comportement des piles électriques.

### Semi-conducteur
L’intérêt des memristors a été vivement repris en 2007 quand une version expérimentale à semi-conducteur a été annoncée, par Stanley Williams de Hewlett-Packard. Jusqu'alors l'existence d'un composant memristor à semi-conducteur appartenait encore au domaine de l'improbable. Ses caractéristiques reposant sur le comportement inhabituel des nanomatériaux, c'est l'étude de ces derniers qui l'a rendu possible.  HP a prototypé une mémoire à crossbar latch (en) (bascule/interrupteur matriciel) en utilisant des composants pouvant contenir 100 gigabits dans un centimètre carré.  Les mémoires flash ayant actuellement la densité la plus élevée stockent 64 Gbit dans la même surface, pour comparaison.  La résistance des nouveaux composants pourrait être lue par un courant alternatif sans affecter la valeur comprise dans l’enregistrement.
Samsung possède un brevet américain d’application pour un memristor similaire à celui décrit par Williams.

## Applications potentielles
Les memristors semi-conducteurs de Williams peuvent être combinés en transistors, bien plus petits que les transistors standards.  Ils peuvent également être assemblés en mémoire de masse, qui permettraient une plus grande densité de données que les disques durs (avec des temps d’accès similaires à la DRAM), remplaçant ainsi ces deux composants.
Certains brevets liés aux memristors apparaissent comme incluant des applications en logique programmable, en traitement du signal, en réseaux neuronaux, et en systèmes de contrôle.
En informatique, ces composants permettraient d'écourter fortement le temps de démarrage d'un ordinateur. Comme une ampoule, l'ordinateur serait allumé quasiment instantanément et dans l'état exact de la dernière utilisation. La rapidité ultime serait atteinte avec ce composant d'après certains magazines spécialisés.
Fin août 2010, Hewlett-Packard a conclu un partenariat avec le fabricant coréen de puces-mémoire SK Hynix (deuxième fabricant mondial de puces-mémoire, derrière son compatriote Samsung ; SK Hynix est né de la fusion, en 1999, des activités de puces-mémoire DRAM des conglomérats LG et Hyundai), en vue de la commercialisation, d'ici 2013, des premières puces-mémoire de type memristor (appelées communément en anglais ReRAM ou RRAM, c'est-à-dire Resistive Random-Access Memory).
HP Enterprise consacre une grande partie de ses efforts de recherche à la mise au point d'un nouveau genre d’ordinateur connu sous le nom de "The machine" utilisant entre autres des memristors.

### Réseaux de neurones artificiels
Des réseaux de neurones artificiels sont couramment simulés sur ordinateur mais avec la technologie conventionnelle, il n'y a pas vraiment de bonne solution pour imiter de façon compacte et économe en énergie le fonctionnement des synapses des neurones. Une synapse biologique est un dispositif de mémoire analogique comme les memristors. Des dispositifs utilisant des memristors peuvent déjà imiter la capacité du cerveau à traiter simultanément et à stocker de multiples flux d'information. Un circuit de memristors construit par des chercheurs de l'Université de Californie à Santa Barbara et de l'Université Stony Brook, est capable de traiter les données non pas grâce à des circuits logiques numériques, mais avec des éléments qui imitent, en forme simplifiée, les neurones et les synapses du cerveau biologiques. Quand un réseau comme celui-ci est exposé à de nouvelles données, il apprend et les synapses artificielles qui relient les neurones ajustent l’intensité des connexions des neurones entre eux.